# ヒハツ
ヒハツ（畢撥、学名: Piper longum）は、コショウ科コショウ属に属するつる性木本の1種である（図1）。インド原産であるが、アジア南部で広く栽培されている。インドナガコショウともよばれる。果実はコショウに似た風味をもち、コショウと同様にスパイスとして利用されている。植物の学名の起点であるリンネの『植物の種』（1753年）で記載された植物（つまり最初に学名が与えられた植物）の1つである。
コショウを意味する英語の「pepper」は、もともとサンスクリットでヒハツを意味する「pippali」に由来する。漢名の「蓽抜」（繁体字: 蓽拔、簡体字: 荜拔）も同じ語に由来し、和名の「ヒハツ」はこの漢名に基づく。なお、英語で long pepper（ナガコショウ）とよばれる植物には同属のヒハツモドキ（P. retrofractum；日本の沖縄県では「ピパーチ」等の名で利用され「ヒハツ」と呼ばれることもある）もあるが、こちらはインドネシアのジャワ島などに分布する別種であり、ジャワナガコショウともよばれる。

## 特徴
つる性の木本であり、茎など若い部分には細かい毛が密生する。葉は互生、葉柄は長さ0–9センチメートル（cm）、茎の基部につく葉の葉柄は長いが、茎の先端側の葉はほとんど無柄。葉身は腎臓形や卵形から卵状楕円形、6-12 × 3-12 cm、先端は尖り、茎の基部側につく葉では葉身基部が心形で大きく陥入し（下図2）、葉縁は全縁、葉の表面は暗緑色で光沢がある。
花期は5–10月、雌雄異株、花序は葉に対生状について直立する。雄花序は細長く（上図2a）、長さ 4-8 cm、直径約 3–7ミリメートル（mm）、雄花の苞は幅約 1.5 mm、雄しべは2個、花糸は非常に短い。雌花序は長さ 0.6–2.5 cm、直径 2–4 mm（上図2b, c）、雌花の苞は幅約 1 mm、柱頭は3個。果実は核果、直径約 2 mm、これが集合した果穂（果序）は直立し、円筒形で長さ 0.7–3 cm（下図3）。

## 分布
インド北東部が原産地とされるが、栽培用に広く移入されており、インド南部からセイロン、インドシナ半島、マレー半島、フィリピン、中国南部などにも分布している。

## 人間との関わり

### 利用

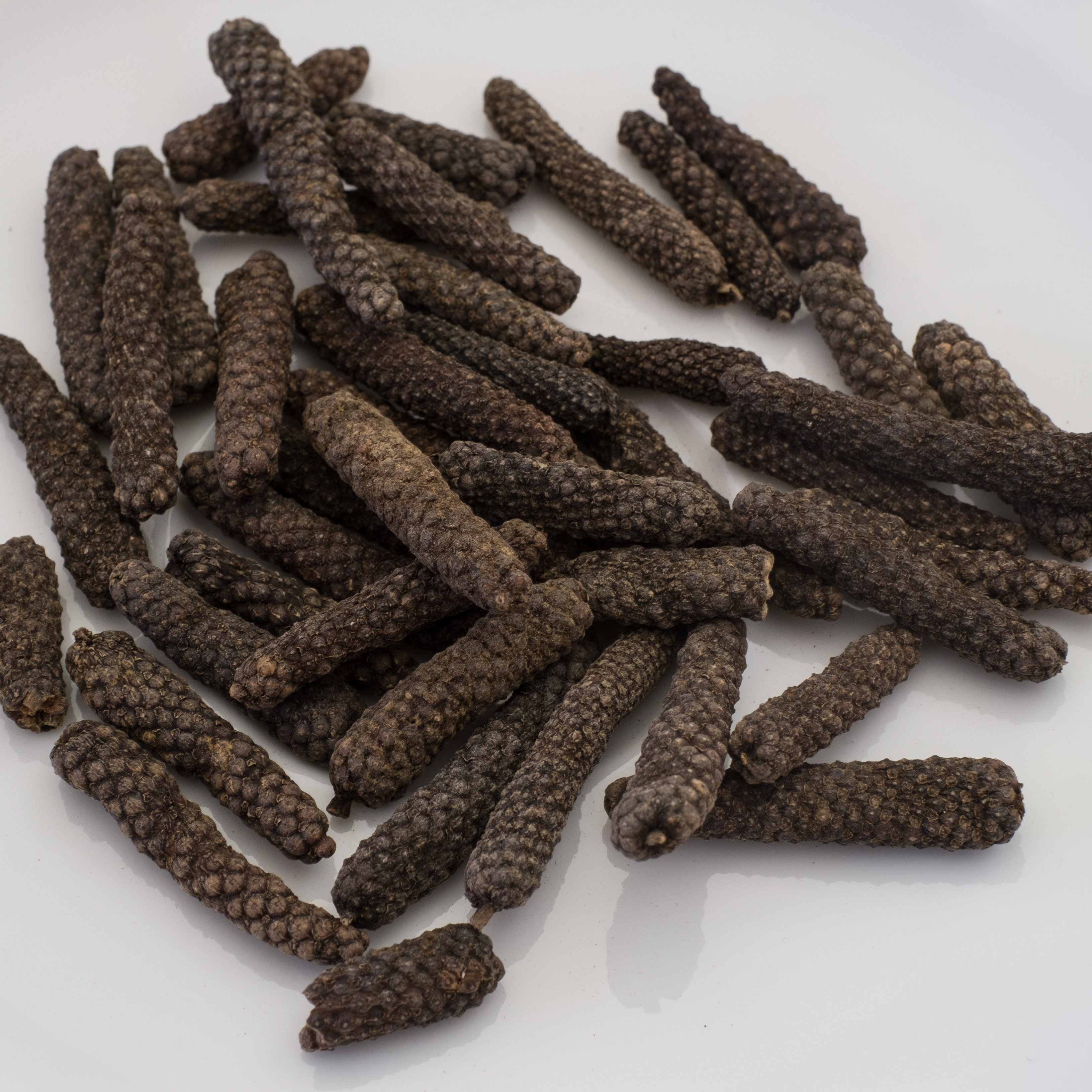
3a. 乾燥させたヒハツの実（果穂、果序）

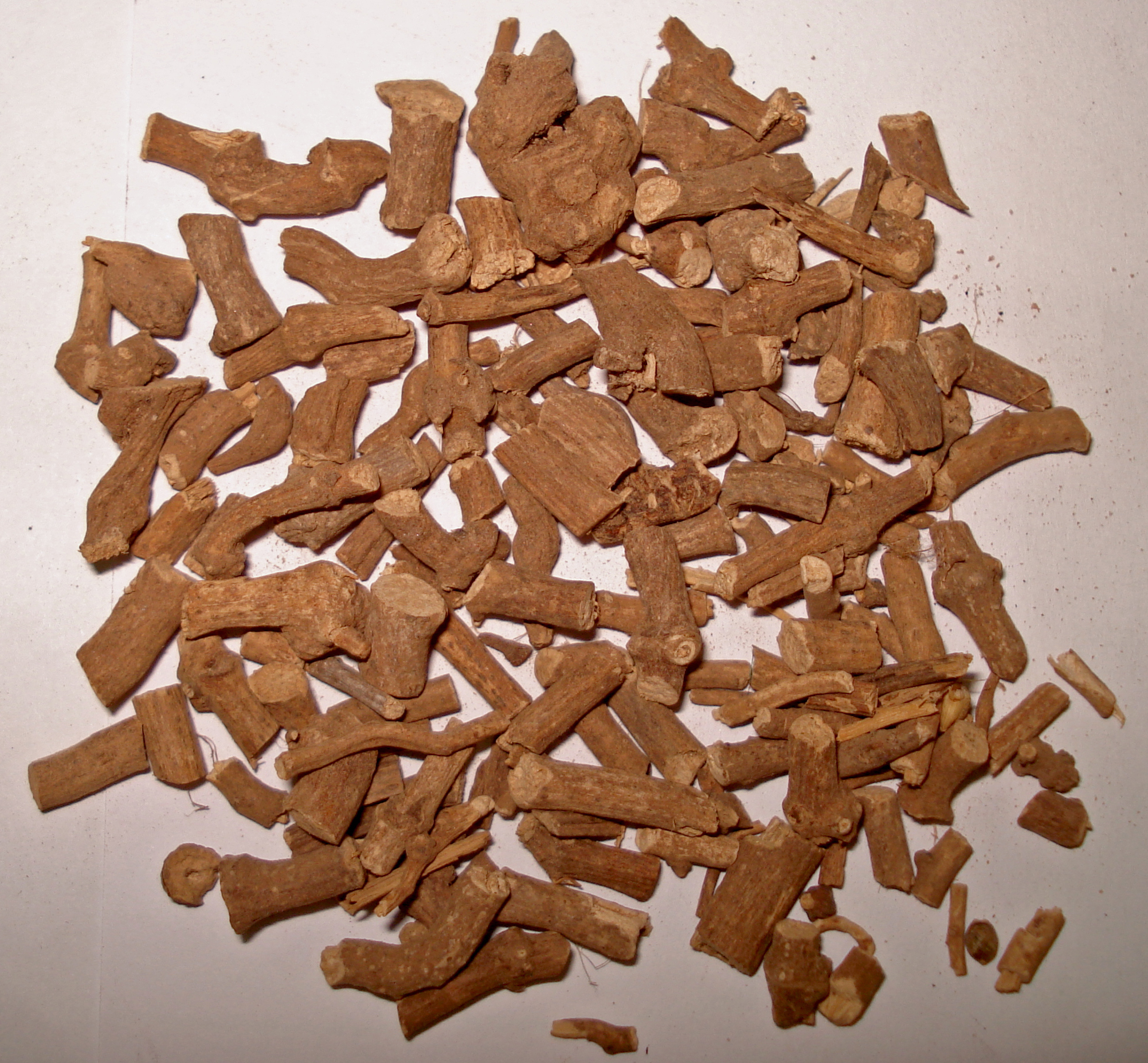
3b. ヒハツの根

ヒハツの果実は乾燥させて香辛料として利用され、また生薬ともされる。そのため、ヒハツはアジア南部で広く栽培されている（上記参照）。コショウとは異なり、多数の果実が軸（茎）についた状態のもの（果穂、果序）を乾燥して使用するため、ナガコショウ（長胡椒、英名も long pepper）とよばれる（図3a）。類縁種のヒハツモドキもナガコショウとよばれ、実用的には分けないことも多い。ヒハツはインドナガコショウ、ヒハツモドキはジャワナガコショウともよばれる。
香辛料としてはコショウに似ているが、より刺激的な風味をもち、一方でシナモンのような甘く爽快な香りがあるとも表現される。コショウと同様、果実はアルカロイドのピペリンを含んでおり、これが刺激性の原因の一つとなっている。
肉料理やカレーのスパイスとして用いられる。またモロッコのミックススパイスであるラセラヌーに使われる。
日本では、ヒハツは血行改善に良いと紹介され、消費が伸びている。
ヒハツの根（pippalimula, pipramol, ganthoda）も、薬用やハーブに用いられることがある（図3b）。

### 歴史
インドではヒハツは古くから利用されており、紀元前1,000-500年頃のヤジュル・ヴェーダやアタルヴァ・ヴェーダに記述がある。
ヒハツは紀元前6-5世紀頃、ヒポクラテスによってギリシアに紹介された。彼はヒハツについて初めて書物に記したが、香辛料としてではなく薬剤としてであった。その後、ギリシャ人やローマ人にとって、ヒハツは重要かつ良く知られた香辛料となっていった。ただし、古代においてはヒハツ（ナガコショウ）とコショウはしばしば混同されていた。テオフラストゥス（紀元前4世紀）は、コショウには長コショウ（ヒハツ）と黒コショウ（コショウ）があるとしている。大プリニウス（1世紀）は長コショウと白コショウ、黒コショウを紹介しており、これらは同じ植物であり、未熟なさやが長コショウ、熟してさやからでたものが白コショウ、これを日干ししたものが黒コショウであるとした。またそれぞれの1ポンド（約500グラム）あたりの値段は、長コショウが15デナリウス、白コショウは7デナリウス、黒コショウは4デナリウスと報告している。また中国でも、4世紀にヒハツの記録がある。
ヨーロッパでは、ヒハツ（ナガコショウ）は中世にも利用されていたが、12世紀頃からコショウがヒハツと競合するようになり、14世紀にはより安価で供給が安定していたコショウが優先されるようになった。コショウ供給源の探索は大航海時代に一気に盛んになり、また新世界と唐辛子の発見によって、ヨーロッパにおけるヒハツの需要は低下していった。今日、ヒハツがヨーロッパの一般市場に流通することは少ない。

### 様々な言語における表記
- pepe di Marisa または pepe lungo - イタリア語
- पिप्पलि रसायन (pippali rasayana) - サンスクリット
- पिपलि (pipili) - ヒンディー語
- ಹಿಪ್ಪಲಿ (hippali) - カンナダ語
- തിപ്പലി, പിപ്പലി (tippali, pippali) - マラヤーラム語
- लेंडी पिंपळी (lendi pimpali) - マラーティー語
- கண்டந்திப்பிலி (kandanthippili) - タミル語
- තිප්පිලි (tippili) - シンハラ語
- పిప్పలి (pippali) - テルグ語
- পিপুল (pipul) - ベンガル語
- པི་པི་ལིང་། (pipiling) - チベット語
- 蓽抜（繁体字: 蓽拔、簡体字: 荜拔、拼音: bì bá） - 中国語（生薬）
- 필발（蓽茇、pilbal） - 朝鮮語
- tiêu lốt - ベトナム語
- ดีปลี (dipli) - タイ語
- cabe puyung - インドネシア語：インドネシアで最も普通に使われる生薬（Jamu）